# Francisco José Morales Roca
Francisco José Morales Roca   (Barcelona, 25 de març de 1940 - Barcelona, 5 de juny de 2022) va ser un advocat, empresari, genealogista, heraldista i acadèmic català. Fou marquès de Fieles Collantes pel regne de les Dues Sicílies des del 1981.

## Biografia
Va estudiar Dret a la Universitat de Barcelona, i va obtenir un màster en Economia i Direcció d'Empreses (IESE). En l'àmbit empresarial, va formar part del Consell Regional a Catalunya de la companyia d'assegurances Seguros Bilbao. També va treballar com a professor universitari a la Universitat de Barcelona.
Va ser membre de diverses acadèmies, com la Reial Acadèmia de la Història, la Reial Acadèmia de Bones Lletres de Barcelona i l'Academia Melitense. Així mateix, va pertànyer al Reial Cos de la Noblesa de Catalunya, l'Orde del Sant Sepulcre de Jerusalem, va estudiar els escuts heràldics dels cavallers de l'Orde del Toisó d'Or, especialment els dels cavallers de Molins de Rei, entre altres coses.
Durant la transició democràtica espanyola va formar part del partit polític Unió de Centre Democràtic.
Es va casar amb Maria Elena Lipperheide von Strack. Van tenir dues filles, Maria Elena i Isabel, casada i amb descendència.

## Obres
Les seves obres i articles principals van ser publicats per l'Instituto Salazar y Castro, Ediciones Hidalguía i, en menor mesura, per Stemmata Agrupación de Bibliófilos i de la Societat Catalana de Genealogia, Heràldica, Sigil·lografia, Vexil·lologia i Nobiliària.
- Caballeros de la Espuela Dorada del Principado de Cataluña, Dinastía de Trastámara, 1412-1555. Madrid 1988. C.S.I.C., Instituto Salazar y Castro-Ediciones Hidalguía. 198 p. ISBN 84-00-06844-0.
- Ciudadanos y Burgueses Honrados habilitados como Síndicos del Brazo Real en las Cortes del Principado de Cataluña. Dinastías de Trastámara y de Austria. Siglos XV y XVI (1410-1599). Madrid 1993. C.S.I.C., Instituto Salazar y Castro-Ediciones Hidalguía. 317 p. ISBN 9788487204746.
- Próceres habilitados en las Cortes del Principado de Cataluña, siglo XVII (1599-1713)'. 2 t. Madrid 1983. C.S.I.C., Instituto "Salazar y Castro" - Ediciones Hidalguía. 332 i 321 pp.ISBN 9788400053987.
- Prelados, Abades Mitrados, Dignidades Capitulares y Caballeros de las Órdenes Militares habilitadas por el Brazo Eclesiástico en las Cortes del Principado de Cataluña: Dinastías de Trastámara y de Austria, siglos XV-XVI (1410 - 1599). 2 t.: (A-G), 221 p. i (H-Z) 230 p. Madrid 1999. Ediciones Hidalguía. ISBN 9788489851153; 9788489851146.
- Armoria catalana, concesiones heráldicas otorgadas a los caballeros del Principado de Cataluña, dinastias de Austria y de Borbón (1515-1836). Barcelona MMIII [2004]. Stemmata, Agrupación de Bibliófilos. 1 h. il. + 386 pp. amb 178 escuts heràldics de colors. Dins Stemmata, els bibliòfils comte de Casa Dávalos Martí de Riquer i Morera, l'hidalgo Frederic Udina i Martorell, el baró Eduardo de Delàs -baronia de Vilagaià- i l'autor. LS/020915-4746.